# Suối Kha Ứ
Suối Kha Ứ là phụ lưu cấp 1 ở bờ phải sông Đà, chảy ở huyện Mường Tè tỉnh Lai Châu, Việt Nam.
Suối Kha Ứ dài chừng 48 km, diện tích lưu vực 272 Km², mã sông là "02 02 63 12" 

## Dòng chảy
Suối Kha Ứ bắt nguồn từ hợp lưu các suối ở vùng núi Ông Ma cao 1291 m và núi Nậm Ngà cao 1291 m 22°16′32″B 102°37′37″Đ / 22,27566°B 102,626974°Đ ở phần nam xã Tà Tổng huyện Mường Tè tỉnh Lai Châu, với tên suối Ông Ma.
Suối Kha Ứ chảy uốn lượn về hướng tây bắc 22°17′02″B 102°31′50″Đ / 22,283755°B 102,530665°Đ, bắc rồi đông bắc, đổ vào Sông Đà ở bản Huổi Tát xã Nậm Khao.
Cửa sông ở phía hạ lưu ghềnh Nậm Hản chừng 2,5 km đường sông.